# 河朔
河朔在中国古代指黄河以北的地区，大体包括今山西、河北和山东部分地区。汉之后尤以指冀州，即今之黄河中下游以北地区。
《書·舜典》正月上日。《傳》上日，朔日也。《疏》月之始日謂之朔日。
《周禮·春官·大史》頒告朔于邦國。《註》天子頒朔於諸侯，諸侯藏之祖廟。至朔朝於廟，告而受行之也。《禮·玉藻》聽朔於南門之外。
《書·堯典》宅朔方曰幽都。《傳》北稱朔；
朔藏于祖庙，一般祖庙皆坐北朝南，听朔、朝朔皆是朝北而听拜。故而朔可代指北。

《尚书·泰誓》中有“惟戊午，王次于河朔”的记载。《三国志·魏志·袁绍传》：“（袁绍）振一郡之卒，撮冀州之众，威震河朔，名重天下。”唐朝末年藩镇割据时，有河朔三镇的割据势力，即卢龙（或称幽州，今北京及长城一带）、成德（庐龙以南）、魏博（又稱天雄，渤海湾至黄河以北）。清朝时有河朔诗派。清人李寅《书邺侯传》有詩：“但清河朔风尘易，欲扫宫庭枳棘难。” 